# Aux Confins de l'Univers
 (mai 2025).
Motif : Aucune source secondaire véritable
- Archive Wikiwix
- Bing
- Cairn
- DuckDuckGo
- E. Universalis
- Gallica
- Google
- G. Books
- G. News
- G. Scholar
- Persée
- Qwant
- (zh) Baidu
- (ru) Yandex
- (wd) trouver des œuvres sur Wikidata

| 1. | Préciser le motif de la pose du bandeau. | Précisez le motif de la pose du bandeau en utilisant la syntaxe suivante : {{admissibilité à vérifier\|date=mai 2025\|motif=remplacez ce texte par le motif}}                                 |
| 2. | Informer les utilisateurs concernés.     | Pensez à avertir le créateur de l'article, par exemple, en insérant le code ci-dessous sur sa page de discussion : {{subst:avertissement admissibilité à vérifier\|Aux Confins de l'Univers}} |

 (avril 2025).
La mise en forme du texte ne suit pas les recommandations de Wikipédia : il faut le « wikifier ».
Les points d'amélioration suivants sont les cas les plus fréquents :
- Les titres sont pré-formatés par le logiciel. Ils ne sont ni en capitales, ni en gras.
- Le texte ne doit pas être écrit en capitales (les noms de famille non plus), ni en gras, ni en italique, ni en « petit »…
- Le gras n'est utilisé que pour surligner le titre de l'article dans l'introduction, une seule fois.
- L'italique est rarement utilisé : mots en langue étrangère, titres d'œuvres, noms de bateaux, etc.
- Les citations ne sont pas en italique mais en corps de texte normal. Elles sont entourées par des guillemets français : « et ».
- Les listes à puces sont à éviter, des paragraphes rédigés étant largement préférés. Les tableaux sont à réserver à la présentation de données structurées (résultats, etc.).
- Les appels de note de bas de page (petits chiffres en exposant, introduits par l'outil «  Source ») sont à placer entre la fin de phrase et le point final[comme ça].
- Les liens internes (vers d'autres articles de Wikipédia) sont à choisir avec parcimonie. Créez des liens vers des articles approfondissant le sujet. Les termes génériques sans rapport avec le sujet sont à éviter, ainsi que les répétitions de liens vers un même terme.
- Les liens externes sont à placer uniquement dans une section « Liens externes », à la fin de l'article. Ces liens sont à choisir avec parcimonie suivant les règles définies. Si un lien sert de source à l'article, son insertion dans le texte est à faire par les notes de bas de page.
- La présentation des références doit suivre les conventions bibliographiques. Il est recommandé d'utiliser les modèles {{Ouvrage}}, {{Chapitre}}, {{Article}}, {{Lien web}} et/ou {{Bibliographie}}. Le mode d'édition visuel peut mettre en forme automatiquement les références.
- Insérer une infobox (cadre d'informations à droite) n'est pas obligatoire pour parachever la mise en page.

Pour une aide détaillée, merci de consulter Aide:Wikification.
Si vous pensez que ces points ont été résolus, vous pouvez retirer ce bandeau et améliorer la mise en forme d'un autre article.
Aux Confins de l'Univers (Wild Blue Yonder) est le deuxième des trois épisodes spéciaux diffusés du 25 novembre 2023 au 9 décembre 2023 à l'occasion des 60 ans de la série télévisée britannique Doctor Who diffusé le 2 décembre 2023 sur BBC One et Disney+.

## Distribution
- David Tennant  (VFB : David Manet) : Quatorzième Docteur
- Catherine Tate (VFB : Monia Douieb) : Donna Noble
- Bernard Cribbins (VFB : François Hauwaert) : Wilfred Mott
- Nathaniel Curtis (en) (VFB : Valentin Vanstechelman) : Isaac Newton
- Susan Twist (VFB : Myriam Thyrion) : Mrs Merridew

## Accroche
Le TARDIS emmène le Docteur et Donna aux confins de l'aventure. Pour s'échapper, ils doivent mener le combat le plus désespéré de leur vie, avec le sort de l'univers en jeu.

## Résumé
Le TARDIS atterrit dans le pommier d'Isaac Newton en 1666. Alors que le Docteur et Donna partent, ils amènent accidentellement Isaac Newton à nommer sa découverte "Mavité" au lieu de "Gravité".
Dysfonctionnant, le TARDIS atterrit dans un vaisseau spatial à la lisière de l'univers. Alors que Donna et le Docteur sortent rapidement, le TARDIS crache des flammes tout en jouant "Wild Blue Yonder", puis s'arrête. Le Docteur branche son Tournevis Sonique dans la serrure du TARDIS pour le réparer. Alors que le duo explore un très long couloir, le TARDIS disparaît à cause du SDAH (Système de Déplacement en cas d'Action Hostile), laissant le Docteur et Donna sur le vaisseau. De retour dans le couloir, le duo entend un mot être annoncé et le vaisseau semble se reconfigurer autour d'eux. Le Docteur et Donna s'approchent d'une silhouette au loin et trouvent un vieux robot marchant très lentement dans le couloir. Il n'y a aucun signe de vie nulle part sur le vaisseau.
Le Docteur et Donna se séparent et rencontrent des copies d'eux-mêmes. Appelés "Non-choses", ils ne possèdent aucun concept de taille et de forme, et ne peuvent que se déformer. Après une courte course poursuite par ces créatures, le Docteur et Donna réalisent que ces créatures peuvent prendre leurs apparences, mais également utilisés leurs pensées et souvenirs. Une reconfiguration du vaisseau divise à nouveau le duo, ils pensent se trouver l'un et l'autre, mais ils ont du mal à déterminer si l'autre est un "Non-choses" ou pas. Les quatre se font face et le vrai Docteur et la vraie Donna se reconnaissent. Le Docteur essaie d'utiliser une superstition pour tromper les "Non-choses" en leur disant qu'ils doivent compter chaque grain de sel pour passer de l'autre côté.
Le Docteur se rend compte que la capitaine du navire est décédée en se sacrifiant, afin de stopper les "Non-choses" pour les empêcher de la copier et de prendre le contrôle du vaisseau, en installant un piège. Le Non-Docteur, possédant la même intelligence que le vrai Docteur, comprends avec son alter égo que le piège reconfigure le vaisseau en une très très lente bombe. Ils comprennent que la suite de mots ainsi que le robot représente la séquence d'auto destruction du vaisseau. Pour empêcher les "Non-choses" d'arrêter le robot et l'auto-destruction, le Docteur accélère le compte à rebours et tout le monde se court après. Le Docteur poursuit son alter égo qui modifie sa forme pour aller plus vite, pendant que Donna se bagarre avec son alter égo avant de la mettre à terre. Le Docteur comprends que le TARDIS est partit à cause des créatures mais qu'avec l'explosion imminente, signant donc la fin des "Non-choses", le SDAH s'annule faisant revenir la cabine. En tentant de récupérer Donna, il essaye de comprendre laquelle est la vraie mais se trompe et pars avec la mauvaise Donna. Le vaisseau explose, consumant le faux Docteur avec l'explosion s'approchant dangereusement de Donna. Une fois dans le TARDIS, le Docteur remarque que le poignet de la fausse Donna est trop long, il fait demi-tour en l'éjectant et récupère la vraie Donna in extremis avant de s'envoler, emporté par l'explosion du vaisseau. Le Docteur se questionne quant à la superstition qu'il a invoqué à la lisière de l'univers, inquiet de savoir ce que cela pourrait causer.
Le duo revient à Camden Market, deux jours après leur départ, et sont accueillies à bras ouverts par Wilfred Mott, le grand-père de Donna, ravi de retrouver Donna et de revoir le Docteur qu'il ne pensait pus croiser de sa vie. Wilfred explique qu'il était persuadé qu'ils reviendraient sauver tout le monde. Le Docteur reste dans l'incompréhension jusqu'à ce qu'ils soient tous témoins d'une explosion, d'une bagarre et d'un avion s'écrasant sur la foule.

## Continuité
- Au début de l'épisode, Isaac Newton dit au Docteur qu'ils sont en 1666, ce dernier lui dit de pas trop s'approcher de Londres en référence au Grand incendie de Londres qui s'est déroulé cette année-là. C'est d'ailleurs l'intrigue principale de l'épisode The Visitation (1982) où les Terileptils en sont les principaux investigateurs. Et cet évènement est référencé à d'autres moments dans la série comme dans l'épisode Une vie sans fin (2015).
- Quand le Docteur nomme Newton "Sir Isaac Newton" et que ce dernier ne comprend pas, le Docteur rétorque "C'est pas l'heure", expression régulièrement utilisée par le personnage de River Song parmi ses apparitions dans la série entre 2008 et 2015.
- Toujours au même moment, lorsque Donna s'apprête à faire une blague sur la gravité à Newton, le Docteur répète "Non, vraiment, ne faites pas ça.", qui est une phrase que le Dixième Docteur a déjà utilisée avec Rose Tyler dans Un loup-garou royal (2006) face à la Reine Victoria, avec Martha Jones dans Peines d'amour gagnées (2007) face à William Shakespeare et avec Donna Noble dans Agatha Christie mène l'enquête et Un passager de trop (2008).
- Lorsque Donna et le Docteur sortent du TARDIS expressément, ce dernier ouvre ces portes vers l'extérieur comme dans The Ice Warriors (1967) et Le Prisonnier zéro (2011).
- Dans le vaisseau, afin de réparer le TARDIS, le Docteur sort un "Tournevis non sonique" faisant référence au faux Tournevis Sonique de Jackson Lake dans l'épisode Cyber Noël (2008).
- Le Docteur retire la serrure du TARDIS, chose qui a déjà été fait par les Sensorites dans l'épisode éponyme The Sensorites (1964).
- Après que le TARDIS se soit dématérialisé, Donna demande au Docteur de le ramener en claquant des doigts. Chose qu'il faisait pour ouvrir ou fermer les portes du TARDIS comme dans Bibliothèque des ombres, deuxième partie (2008), Le Prisonnier zéro (2010), L'Impossible Astronaute, deuxième partie (2011), L'Âme du TARDIS (2011) mais aussi par Clara Oswald dans Le Jour du Docteur (2013), Le Gardien (2014) ainsi que dans Montée en enfer (2015).
- Donna mentionne aussi le fait que le Docteur pourrait siffler pour appeler le TARDIS comme dans l'épisode Le Retour du Docteur Mysterio (2016).
- Le Docteur mentionne le système du SDAH (HADS en VO), le Système de Déplacement en cas d'Action Hostile qui a déjà été utilisé dans l'épisode Destruction mutuelle assurée (2013) et La Sorcière et son pantin (2015).
- Lorsque le vaisseau dit un mot qui leur est inconnu, Donna dit au Docteur qu'il connaît 27 millions de langues, ce dernier répond qu'il connait 57 milliards et 205 langues. Le Neuvième Docteur avait auparavant dit dans l'épisode À la croisée des chemins (2005) à l'Empereur des Daleks qu'il connaissait cinq milliards de langues. Cependant, plus tard, le Onzième Docteur dit dans La Retraite du démon (2011) qu'il parle toutes les langues.
- Donna réutilise l'expression du Dixième Docteur "Allons-y".
- Le Docteur se met à lécher une substance inconnue, chose que le Cinquième, Dixième, Onzième et Treizième Docteur faisaient souvent pour en savoir plus sur certaines choses.
- La fausse Donna mentionne au Docteur qu'il ne vient pas de Gallifrey et qu'il ne sait pas d'où il est, faisant ainsi référence à l'arc de l'Enfant Intemporel mentionné dans Le Monument fantôme (2018), La Chute des espions, deuxième partie (2020), Le Contrat des Judoons (2020), Vous m'entendez ? (2020), L'Ascension des Cybermen (2020), Les Enfants intemporels (2020), L'Apocalypse d'Halloween (2021), Il n'était pas une fois (2021), Survivants du Flux (2021), Les Conquérants (2021) et Le Pouvoir du Docteur (2022).
- Alors que cette même fausse Donna explique qu'elle a vu les 15 dernières années où elle avait oublié le Docteur, elle mentionne également le Flux, faisant référence à la saison éponyme diffusé en 2021.
- Le Docteur répond que le Flux a détruit la moitié de l'univers. En sachant que le Maître avait déjà détruit accidentellement 25% de l'univers dans Logopolis (1981), l'univers ne se trouve plus qu'à 37,5% de ce qu'il était à la base.
- Lorsque le Docteur, Donna et leurs alter égo se retrouvent face-à-face, Donna se trouve plutôt belle, chose qui était déjà arrivée avec Amy Pond dans les minisodes Space & Time (2011).
- Le titre de l'épisode en VO fait référence à l'hymne officiel de l'armée de l’air américaine appelé Wild Blue Yonder.
- À la fin de l'épisode, le Docteur pressent que quelque chose va se produire après avoir invoqué une superstition à la lisière de l'univers, à savoir que le personnage du Fabricant de Jouets, apparu dans The Celestial Toymaker (1965) et Le Fabricant de Jouets (2023) est un grand fan et amateur des superstitions.
- Tout au long de l'épisode, le Docteur et Donna utilisent le terme "Mavité" au lieu de "Gravité" après avoir altéré le passé lors de leur rencontre avec Isaac Newton. Ce mot sera réutilisé à plusieurs reprises dans les épisodes suivants.
- This is Gallifrey et Donna's Theme ont été remixés par Murray Gold.